# Campeonato Mundial de Badminton de 2011
O Campeonato Mundial de Badminton de 2011 foi a 19º edição do torneio realizado entre os dias 8 a 14 de agosto de 2011, na Wembley Arena, em Londres, Inglaterra. Ao todo, 47 países  disputaram o Mundial.

## Mundial
Trata-se do principal evento da modalidade organizado pela BWF. O Mundial é realizado anualmente, exceto nos anos olímpicos. Assim como nas Olimpíadas, é disputado em cinco categorias: Simples Masculino, Simples Feminino, Duplas Masculino, Duplas Feminino e Duplas Misto.
Foram 64 participantes em cada categoria. O sistema de disputa foi de eliminatória simples. Os vencedores seguiam na competição, os derrotados são eliminados. Ao todo, as fases são: 1º fase, 2° fase, oitavas-de-final, quartas-de-final, semi-final e final.

## Resultados
| Evento            | Ouro                            | Prata                                                | Bronze                                                                                 |
| ----------------- | ------------------------------- | ---------------------------------------------------- | -------------------------------------------------------------------------------------- |
| Simples masculino | Lin Dan · China                 | Lee Chong Wei · Malásia                              | Chen Jin · China Peter Gade · Dinamarca                                                |
| Duplas masculinas | Cai Yun · Fu Haifeng · China    | Ko Sung-Hyun Yoo Yeon-Seong Coreia do Sul            | Mohammad Ahsan · Bona Septano · Indonésia Jung Jae-Sung · Lee Yong-Dae · Coreia do Sul |
| Simples feminino  | Wang Yihan · China              | Cheng Shao-Chieh · Taipé Chinesa                     | Juliane Schenk · Alemanha Wang Xin · China                                             |
| Duplas femininas  | Wang Xiaoli · Yu Yang · China   | Tian Qing · Zhao Yunlei · China                      | Miyuki Maeda · Satoko Suetsuna · Japão Jwala Gutta · Ashwini Ponnappa · Índia          |
| Duplas mistas     | Zhang Nan · Zhao Yunlei · China | Chris Adcock · Inglaterra · Imogen Bankier · Escócia | Xu Chen · Ma Jin · China Tontowi Ahmad · Lilyana Natsir · Indonésia                    |

## Brasil
O Brasil participou com Daniel Paiola no Simples Masculino e com Hugo Artuso e Daniel Paiola nas Duplas Masculinas.
| CATEGORIA | ATLETA                      | ADVERSÁRIO DA ESTREIA       |
| --------- | --------------------------- | --------------------------- |
| Simples M | Daniel Paiola               | Kazushi Yamada              |
| Duplas M  | Daniel Paiola e Hugo Artuso | Chris Adcock e Andrew Ellis |

### Jogos
A Tabela de confrontos com todo o emparceiramento foi divulgada no dia 29 de julho.

## Quadro de Medalhas
| Ordem | País          | Medalha de ouro | Medalha de prata | Medalha de bronze | Total |
| ----- | ------------- | --------------- | ---------------- | ----------------- | ----- |
| 1     | China         | 5               | 1                | 3                 | 9     |
| 2     | Coreia do Sul | 0               | 1                | 1                 | 2     |
| 3     | Taipé Chinesa | 0               | 1                | 0                 | 1     |
| 3     | Grã-Bretanha1 | 0               | 1                | 0                 | 1     |
| 3     | Malásia       | 0               | 1                | 0                 | 1     |
| 6     | Indonésia     | 0               | 0                | 2                 | 2     |
| 7     | Dinamarca     | 0               | 0                | 1                 | 1     |
| 7     | Alemanha      | 0               | 0                | 1                 | 1     |
| 7     | India         | 0               | 0                | 1                 | 1     |
| 7     | Japão         | 0               | 0                | 1                 | 1     |
| Total | Total         | 5               | 5                | 10                | 20    |